# Municipio Rómulo Gallegos (Apure)
Rómulo Gallegos es uno de los 7 municipios del Estado Apure, Venezuela limita al norte con los municipios Muñoz y Páez, al sur con el municipio Pedro Camejo y Colombia, al este con el municipio Achaguas y al oeste limita con Colombia y el municipio Páez. Junto con este último formaron el antiguo Distrito del Alto Apure,
Ocupa una superficie de 12.219 km² y tiene una población del 5.3 % de la población total del estado, equivalentes a 32 687 habitantes (2023). Su capital es el poblado de Elorza. El municipio está dividido en dos parroquias, Elorza y La Trinidad de Orichuna.

## Historia
El 12 de marzo de 1866, la Asamblea Legislativa del Estado Apure decretó que la localidad ubicada en el departamento Muñoz, conocida hasta entonces como El Viento, pasara a llamarse oficialmente Elorza, en honor al coronel José Andrés Elorza, destacado por su participación en las luchas independentistas.
Cabe destacar que la porción de este territorio situada bajo soberanía colombiana mantuvo su nombre original, conservando la denominación de El Viento.
Bajo la presidencia del general Eleazar López Contreras se reordenan las fronteras entre ambos países quedando todo el territorio municipal dentro de Venezuela. Esta reordenación fronteriza fue confirmada en el año 1938 por los presidentes de Venezuela, López Contreras, y de Colombia, Alfonso López Pumarejo, con ocasión de la inauguración del puente internacional que une los municipios de San Antonio y Villa del Rosario (Colombia).
El 15 de noviembre de 1964 se crea el distrito de Rómulo Gallegos del Estado Apure que pasaría posteriormente a ser el municipio de Rómulo Gallegos.
El 15 de septiembre de 2015 el presidente venezolano Nicolás Maduro declara parcialmente un Estado de excepción en el estado fronterizo de Apure, por la crisis diplomática con Colombia originado por los acontecimientos ocurridos en el Estado Táchira el 21 de agosto del mismo año, siendo esta entidad municipal uno de los tres municipios afectados por la medida presidencial.

## Etimología
A este municipio se le da la denominación de Rómulo Gallegos en honor al escritor y presidente venezolano Rómulo Gallegos (de 15 de febrero de 1948 al 24 de noviembre del mismo año).

## Geografía

### Límites
- Al norte: con el Municipio Páez por el Río Buría, aguas abajo desde la desembocadura del Caño Calaboceño hasta la confluencia con el Caño Caicara, en el mismo Río Buría desde este punto y limitando con el Municipio Muñoz sigue una línea recta al Suroeste hasta llegar al Hito del paso de Santa Elena en el río Orichuna; sigue el lindero por este río aguas abajo hasta el nacimiento del Caño Jerónimo y prosigue en línea recta al Suroeste, hasta llegar a la desembocadura del Caño de Agua en el río Arauca, continuando por este, aguas abajo, hasta culminar en la desembocadura del Caño Mataparito.

- Al sur: con el Municipio Pedro Camejo por el río Cinaruco aguas arriba, desde la boca del Caño Cauce Ligero hasta el límite fronterizo con la República de Colombia.

- Al este: con el Municipio Achaguas por una línea recta al sureste, que partiendo desde la boca de Mataparito llega a la confluencia de los ríos Riecito y Capanaparo, continuando con otra línea recta al sureste hasta la desembocadura del Caño cauce ligero en el río Cinaruco.

- Al oeste: con la República de Colombia, desde el sitio donde el río Cinaruco atraviesa el límite internacional hasta la Montañita en el río Arauca, limitando con el municipio Páez siguiendo por el río Arauca aguas abajo hasta encontrar la desembocadura del caño Brazo Guárico, continuando en línea recta al noreste hasta la desembocadura del caño Calaboceño en el río Buria.

### Organización parroquial
| Parroquia                 | Superficie | Población   | Densidad      |
| ------------------------- | ---------- | ----------- | ------------- |
| Elorza                    | km²        | 26.596 hab. | hab./km²      |
| La Trinidad               | km²        | 6.091 hab.  | hab./km²      |
| Municipio Rómulo Gallegos | 12.219 km² | 32.687 hab. | 2.67 hab./km² |

## Demografía

### Centros poblados
- El Charal
- Leche De Miel
- Lorenzo
- Los Limones
- Puerto Infante
- Riecito
- Barranco Yopal
- Mata de Vino
- San José de Bejuquero
- Otras

## Economía
Su economía está basada en las actividades ganaderas y agrícolas con cultivos de regadío. Sus principales cultivos son caña de azúcar, frijoles y algodón.

## Política y gobierno

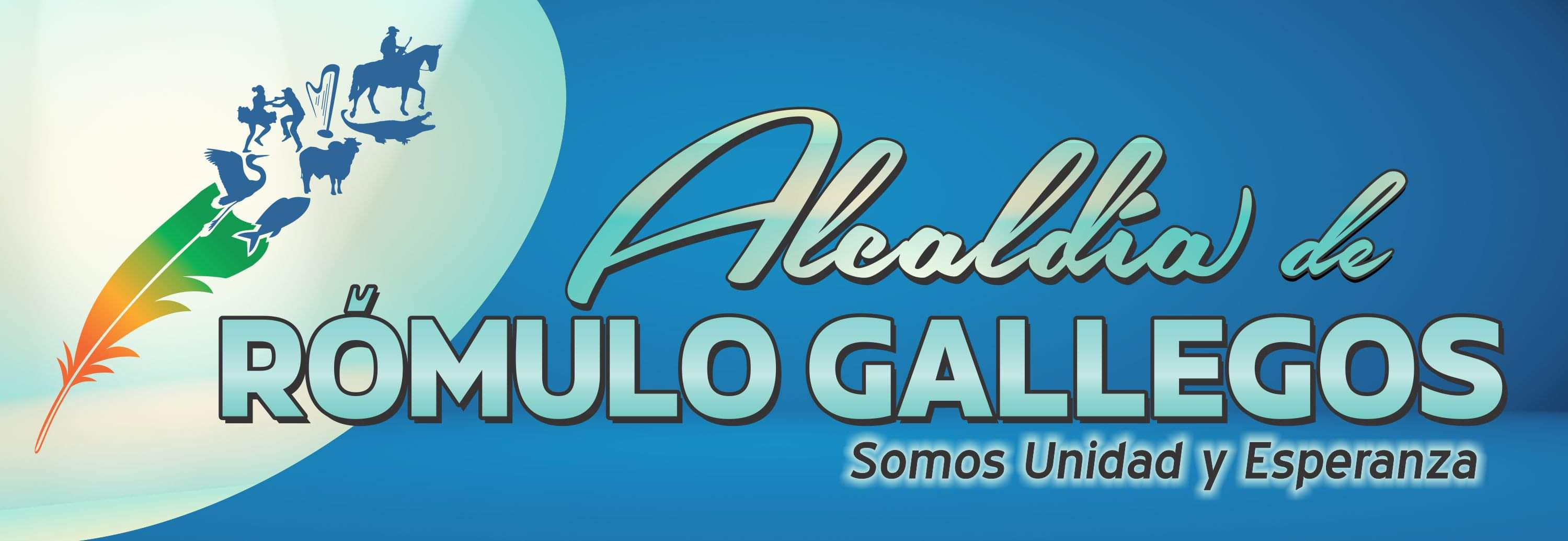
Logo de la Alcaldía 2021-2025.

### Alcaldes
| Período     | Alcalde                           | Partido político / Alianza | % de votos | Notas |
| ----------- | --------------------------------- | -------------------------- | ---------- | --- |
| 1989 - 1992 | María Benicia Altuna de Torrealba | COPEI                      | 53,12      | Primera alcaldesa bajo elecciones directas |
| 1992 - 1995 | María Benicia Altuna de Torrealba | COPEI                      | 50,56      | Reelecta |
| 1995 - 2000 | Miguel Ángel López                | COPEI                      | -          | Segundo alcalde bajo elecciones directas (se realizaron elecciones generales adelantadas en el 2000 debido a la aprobación de la Constitución de 1999) |
| 2000 - 2004 | María Benicia Altuna de Torrealba | COPEI                      | 54,82      | Tercera alcalde bajo elecciones directas |
| 2004 - 2008 | Leopoldo Estrada                  | MVR                        | 62,02      | Cuarto alcalde bajo elecciones directas |
| 2008 - 2013 | Leopoldo Estrada                  | PSUV                       | 48,18      | Reelecto (se postergan 1 año las elecciones municipales pautadas para finales del 2012)                                                                |
| 2013 - 2017 | Solfredis Solorzano               | PSUV                       | 42,21      | Quinto alcalde bajo elecciones directas |
| 2017 - 2021 | Solfredis Solorzano               | PSUV                       | 78,67      | Reelecto |
| 2021 - 2025 | Duglas Rojas                      | PJ MUD                     | 56,80      | Sexto alcalde bajo elecciones directas |

### Concejo municipal
Período 1989 - 1992
| Concejales:         | Partido político / Alianza |
| ------------------- | -------------------------- |
| Placido Villanueva  | COPEI                      |
| Miguel Salas        | COPEI                      |
| Eustoquio Domínguez | COPEI                      |
| Omar Guerrero       | AD                         |
| Nereo Martínez      | AD                         |

Período 1992 - 1995
| Concejales:        | Partido político / Alianza |
| ------------------ | -------------------------- |
| Elio Paredes       | COPEI                      |
| José Bolivar       | COPEI                      |
| Miguel Salas       | COPEI                      |
| Placido Villanueva | COPEI                      |
| Jesus García       | COPEI                      |
| Evardo Calderon    | AD                         |
| Carmen Guerrero    | AD                         |

Período 1995 - 2000
| Concejales:       | Partido político / Alianza |
| ----------------- | -------------------------- |
| Romulo Rivero     | COPEI                      |
| Rafael Bolivar    | COPEI                      |
| José Ayuna        | COPEI                      |
| Anuel Salah       | COPEI                      |
| Blanca Lugo       | AD                         |
| Yolanda De Vargas | AD                         |
| Luis Calderon     | UP                         |

Período 2013 - 2018
| Concejales       | Partido político / Alianza |
| ---------------- | -------------------------- |
| José León        | VBR                        |
| Argenis Castillo | VBR                        |
| Elis González    | VBR                        |
| Edgar Morales    | VBR                        |
| Freddy Santana   | PSUV                       |
| Pedro Pérez      | PSUV                       |
| Luis Rodríguez   | (Representación Indígena)  |

Período 2018 - 2021
| Concejales       | Partido político / Alianza |
| ---------------- | -------------------------- |
| Roberto Santana  | PSUV                       |
| Alexander Guerra | PSUV                       |
| Reina Farias     | PSUV                       |
| Maria Ojeda      | PSUV                       |
| José Guedez      | PSUV                       |
| Ricarda Ojeda    | PSUV                       |
| Carlos Farfan    | (Representación indígena)  |

Período 2021 - 2025
| Concejales:       | Partido político / Alianza |
| ----------------- | -------------------------- |
| Carlos Flores     | MUD                        |
| Marinela Martinez | MUD                        |
| Gisela Rodríguez  | MUD                        |
| Danny Altuna      | MUD                        |
| Rafael Ruíz       | PSUV                       |
| Austril Batta     | PSUV                       |
| Juan Flores       | (Representación indígena)  |